# Saturn Award für die beste TV-Nebendarstellerin
Folgende Darsteller haben den Saturn Award für die beste TV-Nebendarstellerin gewonnen:
| Jahr |                | Preisträger                    | Film oder Serie                              | Weitere Nominierungen |
| ---- | -------------- | ------------------------------ | -------------------------------------------- | --- |
| 2000 |                | Justina Vail                   | Seven Days – Das Tor zur Zeit                | Charisma Carpenter für Angel – Jäger der Finsternis Virginia Hey für Farscape Heather Matarazzo für Future Man Jeri Ryan für Star Trek: Raumschiff Voyager Amanda Tapping für Stargate – Kommando SG-1                                                                    |
| 2001 |                | Jeri Ryan                      | Star Trek: Raumschiff Voyager                | Juliet Landau für Angel – Jäger der Finsternis Alyson Hannigan für Buffy – Im Bann der Dämonen Michelle Trachtenberg für Buffy – Im Bann der Dämonen Katherine Heigl für Roswell Amanda Tapping für Stargate – Kommando SG-1                                              |
| 2002 |                | Jolene Blalock                 | Star Trek: Enterprise                        | Alyson Hannigan für Buffy – Im Bann der Dämonen Michelle Trachtenberg für Buffy – Im Bann der Dämonen Gigi Edgley für Farscape Amanda Tapping für Stargate – Kommando SG-1 Annabeth Gish für Akte X – Die unheimlichen Fälle des FBI                                      |
| 2003 |                | Alyson Hannigan                | Buffy – Im Bann der Dämonen                  | Amy Acker für Angel – Jäger der Finsternis Michelle Trachtenberg für Buffy – Im Bann der Dämonen Jolene Blalock für Star Trek: Enterprise Heather Donahue für Taken Dakota Fanning für Taken                                                                              |
| 2004 |                | Amy Acker                      | Angel – Jäger der Finsternis                 | Charisma Carpenter für Angel – Jäger der Finsternis Katee Sackhoff für Battlestar Galactica Jolene Blalock für Star Trek: Enterprise Victoria Pratt für Mutant X Amanda Tapping für Stargate – Kommando SG-1                                                              |
| 2005 |                | Amanda Tapping                 | Stargate – Kommando SG-1                     | Amy Acker für Angel – Jäger der Finsternis Erica Durance für Smallville Torri Higginson für Stargate Atlantis Samantha Mathis für Salem’s Lot – Brennen muss Salem Sonya Walger für The Quest – Jagd nach dem Speer des Schicksals                                        |
| 2006 |                | Katee Sackhoff                 | Battlestar Galactica                         | Michelle Rodríguez für Lost Erica Durance für Smallville Allison Mack für Smallville Claudia Black für Stargate – Kommando SG-1 Catherine Bell für Bermuda Dreieck – Tor zu einer anderen Zeit                                                                            |
| 2007 |                | Hayden Panettiere              | Heroes                                       | Jennifer Carpenter für Dexter Ali Larter für Heroes Elizabeth Mitchell für Lost Allison Mack für Smallville Gabrielle Anwar für The Quest – Das Geheimnis der Königskammer                                                                                                |
| 2008 |                | Elizabeth Mitchell Summer Glau | Lost Terminator: The Sarah Connor Chronicles | Jennifer Carpenter für Dexter Jaime Murray für Dexter Hayden Panettiere für Heroes Jaimie Alexander für Kyle XY |
| 2009 |                | Jennifer Carpenter             | Dexter                                       | Katee Sackhoff für Battlestar Galactica Hayden Panettiere für Heroes Kim Yunjin für Lost Elizabeth Mitchell für Lost Summer Glau für Terminator: The Sarah Connor Chronicles                                                                                              |
| 2010 |                | Julie Benz                     | Dexter                                       | Jennifer Carpenter für Dexter Hayden Panettiere für Heroes Gina Bellman für Leverage Elizabeth Mitchell für Lost Morena Baccarin für V – Die Besucher |
| 2011 |                | Lucy Lawless                   | Spartacus                                    | Morena Baccarin für V – Die Besucher Gina Bellman für Leverage Jennifer Carpenter für Dexter Laurie Holden für The Walking Dead Beth Riesgraf für Leverage |
| 2012 |                | Michelle Forbes                | The Killing                                  | Lauren Ambrose für Torchwood: Miracle Day Jennifer Carpenter für Dexter Frances Conroy für American Horror Story: Murder House Lana Parrilla für Once Upon a Time – Es war einmal … Beth Riesgraf für Leverage                                                            |
| 2013 |                | Laurie Holden                  | The Walking Dead                             | Jennifer Carpenter für Dexter Sarah Carter für Falling Skies Anna Gunn für Breaking Bad Jessica Lange für American Horror Story: Asylum Beth Riesgraf für Leverage |
| 2014 |                | Melissa McBride                | The Walking Dead                             | Kathy Bates für American Horror Story: Coven Sarah Carter für Falling Skies Gwendoline Christie für Game of Thrones Michelle Fairley für Game of Thrones Elizabeth Mitchell für Revolution                                                                                |
| 2015 |                | Melissa McBride                | The Walking Dead                             | Emilia Clarke für Game of Thrones Jenna Coleman für Doctor Who Caroline Dhavernas für Hannibal Lexa Doig für Continuum Emily Kinney für The Walking Dead |
| 2016 |                | Danai Gurira                   | The Walking Dead                             | Gillian Anderson für Hannibal Tovah Feldshuh für The Walking Dead Calista Flockhart für Supergirl Lena Headey für Game of Thrones Melissa Leo für Wayward Pines Melissa McBride für The Walking Dead                                                                      |
| 2017 |                | Candice Patton                 | The Flash                                    | Kathy Bates für American Horror Story: Roanoke Danai Gurira für The Walking Dead Melissa McBride für The Walking Dead Thandie Newton für Westworld Adina Porter für American Horror Story: Roanoke Evan Rachel Wood für Westworld                                         |
| 2018 |                | Rhea Seehorn                   | Better Call Saul                             | Odette Annable für Supergirl Dakota Fanning für The Alienist – Die Einkreisung Danai Gurira für The Walking Dead Melissa McBride für The Walking Dead Candice Patton für The Flash Adina Porter für American Horror Story: Cult Krysten Ritter für Marvel’s The Defenders |
| 2019 |                | Danai Gurira                   | The Walking Dead                             | Gwendoline Christie für Game of Thrones Lena Headey für Game of Thrones Melissa McBride für The Walking Dead Rhea Seehorn für Better Call Saul Sophie Skelton für Outlander Sophie Turner für Game of Thrones                                                             |
| 2021 |                | Danielle Panabaker             | The Flash                                    | Natasia Demetriou für What We Do in the Shadows Cynthia Erivo für The Outsider Melissa McBride für The Walking Dead Colby Minifie für Fear the Walking Dead Sophie Skelton für Outlander Tessa Thompson für Westworld                                                     |
| 2022 | Netzwerk/Kabel | Lauren Cohan                   | The Walking Dead                             | Emmanuelle Chriqui für Superman & Lois Janina Gavankar für Big Sky Julia Jones für Dexter: New Blood Melissa McBride für The Walking Dead Danielle Panabaker für The Flash Sophie Skelton für Outlander                                                                   |
|      | Streaming      | Moses Ingram                   | Obi-Wan Kenobi                               | Patricia Arquette für Severance Danielle Brooks für Peacemaker Jess Bush für Star Trek: Strange New Worlds Nell Tiger Free für Servant Kathryn Hahn für WandaVision Aleyse Shannon für Leverage 2.0                                                                       |
| 2024 |                | Jeri Ryan                      | Star Trek: Picard                            | Jess Bush für Star Trek: Strange New Worlds Celia Rose Gooding für Star Trek: Strange New Worlds Genevieve O’Reilly für Andor Katee Sackhoff für The Mandalorian Sophie Skelton für Outlander Rebecca Wisocky für Ghosts                                                  |
| 2025 |                | Cristin Milioti                | The Penguin                                  | Jennifer Connelly für Dark Matter – Der Zeitenläufer Jennifer Jason Leigh für Fargo Pollyanna McIntosh für The Walking Dead: The Ones Who Live Elizabeth Saunders für From Anna Sawai für Monarch: Legacy of Monsters Rebecca Wisocky für Ghosts                          |